# Robert Tobin
Robert Tobin, född den 20 december 1983 i Lincoln, England, är en brittisk friidrottare som tävlar i kortdistanslöpning.
Tobin deltog vid VM 2005 på 400 meter och blev utslagen i semifinalen. Samma öde gick han till mötes vid EM 2006 i Göteborg. Där blev han tillsammans med Rhys Williams, Graham Hedman och Tim Benjamin silvermedaljörer på 4 x 400 meter efter Frankrike. 
Vid inomhus-EM 2007 slutade han som trea på 400 meter, dessutom var han med och vann guld på 4 x 400 meter.
Vid VM 2009 blev han utslagen i semifinalen på 400 meter. Vid samma mästerskap blev han tillsammans med Conrad Williams, Michael Bingham, Martyn Rooney och David Greene silvermedaljörer på 4 x 400 meter.

## Personliga rekord
- 400 meter - 45,01 från 2005,